# Johnkarlingia
Johnkarlingia är ett släkte av svampar. Johnkarlingia ingår i familjen Synchytriaceae, ordningen Chytridiales, klassen Chytridiomycetes, divisionen pisksvampar och riket svampar.
|               | Synchytrium                               |
|               |                                           |
|               | Micromyces                                |
|               |                                           |
| Johnkarlingia | \| \| Johnkarlingia brassicae \| \| \| \| |
|               | \| \| Johnkarlingia brassicae \| \| \| \| |
|               | Carpenterella                             |
|               |                                           |
|               | Endodesmidium                             |
|               |                                           |
|               | Johnkarlingia brassicae                   |
|               |                                           |

|  | Johnkarlingia brassicae |
|  |                         |